# تويج (عمرة)
التُوَيْج هو عمرة قديمة على شكل دويئرة أو تاج صغير. عادة ما يكون له أهمية احتفالية ويمثل النصر أو السلطة.

## تاريخ
يظهر مصطلح تويج الإنجليزي (كورولا) في عنوان فصل في كتاب بليني الأكبر " التاريخ الطبيعي" : "من اخترع فن صناعة الأكاليل: عندما حصلوا على اسم "كورولا" لأول مرة، ولأي سبب."
في العصور القديمة، كان المنتصرون يرتدون إكليلًا مصنوعًا من أغصان وأغصان الأشجار في المسابقات المقدسة: وفقًا لبليني، قدم ب. كلوديوس بولشر  إكليلًا شتويًا للوقت الذي لا تتوفر فيه الزهور والمواد النباتية، وكانت مصنوعة من مادة رقيقة صفيحة من القرن ملطخة بألوان مختلفة.
عُرفت هذه الأكليل الشتوية هناك باسم "كورولاي" (تصغير الإكليل، التاج)، وهو الاسم الذي يقول بليني إنه أُعطي لهم للتعبير عن "الرقة الرائعة لملمسهم".
في وقت لاحق، كانت فساتين الرأس هذه مصنوعة من صفائح رقيقة من النحاس أو المذهبة أو الفضية ، وكانت تسمى "كورولاريا"،  كما قدمها كراسوس دايفس كوسيلة لمنحها شرفًا أكبر عند استلامها.